# Mus'ab Al-Batat
Mus'ab Al-Batat (12 de novembro de 1993) é um futebolista profissional palestino que atua como defensor.

## Carreira
Mus'ab Al-Batat representou a Seleção Palestina de Futebol na Copa da Ásia de 2015.